# Stephan Vogt
Stephan Vogt (auch Stefan Vogt; * 16. Juni 1987 in Memmingen) ist ein ehemaliger deutscher Eishockeyspieler, der von 2005 bis 2019 ausschließlich für die Ravensburg Towerstars in der 2. Bundesliga respektive DEL2 aktiv war.

## Karriere
Stefan Vogt begann seine Karriere als Eishockeyspieler im Nachwuchs des EV Ravensburg, ehe er für die Junioren des EC Bad Tölz von 2003 bis 2005 in der Deutschen Nachwuchsliga aktiv war. Parallel gab er in der Saison 2003/04 sein Debüt in der 2. Bundesliga für die Profimannschaft des EC Bad Tölz. In seinem Rookiejahr blieb der Flügelspieler in vier Spielen ebenso punktlos wie in der Abstiegsrunde des folgenden Jahres, in der er zweimal zum Einsatz kam. Daraufhin wechselte der Linksschütze in die Oberliga zurück zum EV Ravensburg. Mit diesem gelang ihm 2007 die Rückkehr in die 2. Bundesliga, in der er anschließend für die heutigen Towerstars spielte. In der Saison 2008/09 lief er zudem einmal für die Augsburger Panther in der Deutschen Eishockey Liga auf.
Im Oktober 2010 erhielt er kurzfristig eine Förderlizenz für den EHC München, für den er zwei Spiele in der DEL absolvierte.
In den folgenden Spieljahren gehörte Vogt stets zum Kader der Towerstars und gewann mit diesen 2011 sowie 2019 die Meisterschaft der 2. Bundesliga. Über 650 Pflichtspiele absolvierte er für seinen Heimatverein, bis ihn in einem Vorbereitungsspiel der Saison 2017/18 eine schwere Verletzung ereilte: er brach sich das Schien- und Wadenbein, erlitt ein gerissenes Syndesmoseband sowie eine schwere Schädigung der Achillesferse. Nach mehrfacher Operation kehrte er im Februar 2019 noch einmal aufs Eis zurück, beendete aber nach der Saison 2018/19 seine Karriere. Seine Trikotnummer 55 wird seither bei den Towerstars nicht mehr vergeben.

## Erfolge und Auszeichnungen
- 2007 Aufstieg in die 2. Bundesliga mit dem EV Ravensburg
- 2011 2. Eishockey-Bundesliga-Meister mit den Ravensburg Towerstars
- 2019 DEL2-Meister mit den Ravensburg Towerstars